# Foscadh
Foscadh [ˈfaskə] (irisch für „Schutz“, „Zuflucht“, englischer Titel Shelter) ist ein Film von Seán Breathnach, der im Juli 2021 beim Galway Film Fleadh seine Premiere feierte. Der Film basiert auf dem Roman Die Sache mit dem Dezember (The Thing about December) von Donal Ryan und dessen Figuren.

## Handlung
Der 28-jährige John Cunliffe wurde von seinen Eltern immer verhätschelt. Als sie sterben, stellt er fest, dass das Land, das er geerbt hat, für einen geplanten Windpark genutzt werden soll und er so viel Geld verdienen könnte. Schnell muss er erwachsen werden, was leichter gesagt als getan ist, da man bislang in seinem Leben immer alles für ihn erledigt hat.

## Produktion

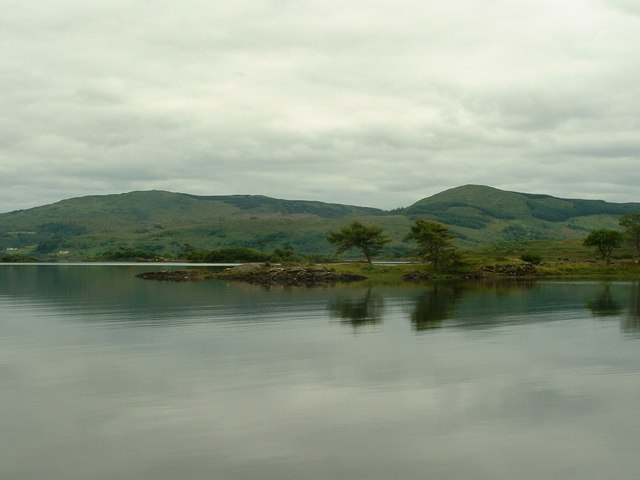
Corr na Móna liegt am Lough Corrib

Der Film basiert auf dem Roman The Thing About December des irischen Schriftstellers Donal Ryan, der hierfür auf die Shortlist des Man Booker Prize gesetzt wurde. Der Roman wurde auch in einer deutschen Übersetzung unter dem Titel Die Sache mit dem Dezember veröffentlicht.
Regie führte Seán Breathnach, der sich bei seinem Drehbuch des Romans und der darin vorkommenden Figuren bediente. Er stammt aus Galway und ist irischer Muttersprachler. Sein besonderes thematisches Interesse gilt Geschichten aus und der Isolation in der ländlichen Umgebung. Er realisierte mehrere Kurzfilme, arbeitete für den irischen nationalen Fernsehsender RTÉ und lehrt an der National University of Ireland in Galway Drehbuchschreiben, Filmästhetik und -design sowie Filmproduktion. Breathnach schrieb auch ein Buch über die Ästhetik des Drehbuchschreibens von Minderheitensprachen im Film. „Ich denke, dies ist eine besonders irische Geschichte, die sich mit den Themen Erbe, Erinnerung und Identität befasst“, so Breathnach.
Dónall Ó Héalaí, bekannt durch seine Hauptrolle in Arracht von Tomás Ó Súilleabháin, spielt John Cunliffe.
Foscadh wurde Ende 2019 in Corr na Móna im County Galway gedreht. Corr na Móna, wo ein Geopark entstehen soll, ist Teil der Gaeltacht in Joyce Country und liegt nördlich des Lough Corrib.
Die Premiere erfolgte am 23. Juli 2021 beim Galway Film Fleadh. Im November 2021 wurde er beim Cork International Film Festival gezeigt. Im Juni 2022 wird er beim Filmfest Emden-Norderney gezeigt.

## Rezeption

### Kritiken
Von den bei Rotten Tomatoes aufgeführten zehn Kritiken sind alle positiv. Die durchschnittliche Wertung liegt bei 7,0/10.

### Auszeichnungen
Foscadh wurde von Irland als Beitrag für die Oscarverleihung 2022 in der Kategorie Bester Internationaler Film eingereicht. Im Folgenden weitere Auszeichnungen und Nominierungen.
Filmfest Emden-Norderney 2022
- Nominierung für den Bernhard-Wicki-Preis[5]

Galway Film Fleadh 2021
- Nominierung für den Bingham Ray New Talent Award (Seán Breathnach)
- Auszeichnung als Bester irischer Debütfilm[1][8]

Irish Film and Television Awards 2022
- Nominierung als Bester Hauptdarsteller (Dónall Ó Héalaí)
- Nominierung als Bester Nebendarsteller (Cillian O Gairbhí)[9]